# Saison 2014-2015 des Blackhawks de Chicago
Autres saisons
La saison 2014-2015 est la 88e saison de hockey sur glace jouée par les Blackhawks de Chicago dans la Ligue nationale de hockey.

## Saison régulière

### Classement de l'association de l'Ouest
| Clt   | Équipe                 | PJ | V  | D  | DP | BP  | BC  | Pts |
| ----- | ---------------------- | -- | -- | -- | -- | --- | --- | --- |
| +001, | Blues de Saint-Louis   | 82 | 51 | 24 | 7  | 248 | 201 | 109 |
| +002, | Predators de Nashville | 82 | 47 | 25 | 10 | 232 | 208 | 104 |
| +003, | Blackhawks de Chicago  | 82 | 48 | 28 | 6  | 229 | 189 | 102 |

| Clt   | Équipe               | PJ | V  | D  | DP | BP  | BC  | Pts |
| ----- | -------------------- | -- | -- | -- | -- | --- | --- | --- |
| +001, | Ducks d'Anaheim      | 82 | 51 | 24 | 7  | 236 | 226 | 109 |
| +002, | Canucks de Vancouver | 82 | 48 | 29 | 5  | 242 | 222 | 101 |
| +003, | Flames de Calgary    | 82 | 45 | 30 | 7  | 241 | 216 | 97  |

- Vainqueurs de division
- Qualifiés pour les séries

| Clt   | Équipe                | Division  | PJ | V  | D  | DP | BP  | BC  | Pts |
| ----- | --------------------- | --------- | -- | -- | -- | -- | --- | --- | --- |
| +001, | Wild du Minnesota     | Centrale  | 82 | 46 | 28 | 8  | 231 | 201 | 100 |
| +002, | Jets de Winnipeg      | Centrale  | 82 | 43 | 26 | 13 | 230 | 210 | 99  |
| +003, | Kings de Los Angeles  | Pacifique | 82 | 40 | 27 | 15 | 220 | 205 | 95  |
| +004, | Stars de Dallas       | Centrale  | 82 | 41 | 31 | 10 | 261 | 260 | 92  |
| +005, | Avalanche du Colorado | Centrale  | 82 | 39 | 31 | 12 | 219 | 227 | 90  |
| +006, | Sharks de San Jose    | Pacifique | 82 | 40 | 33 | 9  | 228 | 232 | 89  |
| +007, | Oilers d'Edmonton     | Pacifique | 82 | 24 | 44 | 14 | 198 | 283 | 62  |
| +008, | Coyotes de l'Arizona  | Pacifique | 82 | 24 | 50 | 8  | 170 | 272 | 56  |

- Équipe repêchée en tant que 7e et 8e de l'association

### Composition de l'équipe
| Nom                   | Poste | PJ | B  | A  | Pts | Pun | +/- | Commentaire                                                                                              |
| --------------------- | ----- | -- | -- | -- | --- | --- | --- | --- |
| Jonathan Toews        | C     | 81 | 28 | 38 | 66  | 36  | +30 | Capitaine de l'équipe                                                                                    |
| Patrick Kane          | AD    | 61 | 27 | 37 | 64  | 10  | +10 | |
| Marián Hossa          | AD    | 82 | 22 | 39 | 61  | 32  | +17 | |
| Brandon Saad          | AG    | 82 | 23 | 29 | 52  | 12  | +7  | |
| Duncan Keith          | D     | 80 | 10 | 35 | 45  | 20  | +12 | Assistant capitaine                                                                                      |
| Patrick Sharp         | AG    | 68 | 16 | 27 | 43  | 33  | -8  | |
| Brad Richards         | C     | 76 | 12 | 25 | 37  | 12  | +3  | |
| Kris Versteeg         | AD    | 61 | 14 | 20 | 34  | 35  | +11 | |
| Brent Seabrook        | D     | 82 | 8  | 23 | 31  | 27  | -3  | Assistant capitaine                                                                                      |
| Bryan Bickell         | AG    | 80 | 14 | 14 | 28  | 38  | +5  | |
| Andrew Shaw           | C     | 79 | 15 | 11 | 26  | 67  | -8  | |
| Niklas Hjalmarsson    | D     | 82 | 3  | 16 | 19  | 44  | +25 | |
| Marcus Krüger         | C     | 81 | 7  | 10 | 17  | 32  | -5  | |
| David Rundblad        | D     | 49 | 3  | 11 | 14  | 12  | +17 | |
| Michal Rozsíval       | D     | 65 | 1  | 12 | 13  | 22  | 0   | |
| Johnny Oduya          | D     | 76 | 2  | 8  | 10  | 26  | +5  | |
| Ben Smith             | AD    | 61 | 5  | 4  | 9   | 2   | -1  | Termine la saison avec les Sharks de San José                                                            |
| Teuvo Teräväinen      | C/A   | 34 | 4  | 5  | 9   | 2   | +4  | |
| Daniel Carcillo       | AG    | 39 | 4  | 4  | 8   | 54  | +3  | |
| Antoine Vermette      | C     | 19 | 0  | 3  | 3   | 6   | -2  | A commencé la saison avec les Coyotes de l'Arizona                                                       |
| Joakim Nordström      | C     | 38 | 0  | 3  | 3   | 4   | -5  | |
| Adam Clendening       | D     | 4  | 1  | 1  | 2   | 2   | +1  | Termine la saison avec les Canucks de Vancouver                                                          |
| Andrew Desjardins     | C     | 13 | 0  | 2  | 2   | 7   | +1  | A commencé la saison avec les Sharks de San José                                                         |
| Klas Dahlbeck         | D     | 4  | 1  | 0  | 1   | 2   | -1  | Termine la saison avec les Coyotes de l'Arizona                                                          |
| Michael Paliotta (en) | D     | 1  | 0  | 1  | 1   | 0   | 0   | |
| Peter Regin           | C     | 4  | 0  | 1  | 1   | 0   | +1  | |
| Trevor Van Riemsdyk   | D     | 18 | 0  | 1  | 1   | 2   | 0   | |
| Phillip Danault       | C     | 2  | 0  | 0  | 0   | 0   | 0   | |
| Kyle Baun             | AD    | 3  | 0  | 0  | 0   | 0   | -1  | |
| Ryan Hartman          | AD    | 5  | 0  | 0  | 0   | 2   | -1  | |
| Kyle Cumiskey         | D     | 7  | 0  | 0  | 0   | 0   | -1  | |
| Tim Erixon            | D     | 8  | 0  | 0  | 0   | 4   | +1  | A commencé la saison avec les Blue Jackets de Columbus Termine la saison avec les Maple Leafs de Toronto |
| Jeremy Morin          | AG    | 15 | 0  | 0  | 0   | 15  | 0   | Termine la saison avec les Blue Jackets de Columbus                                                      |
| Kimmo Timonen         | D     | 16 | 0  | 0  | 0   | 2   | -3  | A commencé la saison avec les Flyers de Philadelphie                                                     |

| Nom            | PJ | V  | D  | Pr. | Min   | BC  | Moy  | %Arr | Bl |
| -------------- | -- | -- | -- | --- | ----- | --- | ---- | ---- | -- |
| Antti Raanta   | 14 | 7  | 4  | 1   | 792   | 25  | 1,89 | 93,6 | 2  |
| Scott Darling  | 14 | 9  | 4  | 0   | 833   | 27  | 1,94 | 93,6 | 1  |
| Corey Crawford | 57 | 32 | 20 | 5   | 3 333 | 126 | 2,27 | 92,4 | 2  |

## Séries éliminatoires

### Premier tour contre Nashville
| 15 avril | Nashville | 3-4 (2 pr) (3-0, 0-3, 0-0, 0-0, 0-1) | Chicago | Bridgestone Arena 17 225 spectateurs |

| Feuille de match | Feuille de match                                                                                      | Feuille de match                        | Feuille de match | Feuille de match                                                                    |
| ---------------- | --- | --------------------------------------- | --- | ----------------------------------------------------------------------------------- |
|                  | Wilson — 6 min 7 s Stålberg (Järnkrok, Cullen) — 17 min 20 s Wilson (Jones, Ellis) — 19 min 33 s (SN) | 1-0 2-0 3-0 3-1 3-2 3-3 3-4             | Hjalmarsson (Teräväinen, Toews) — 21 min 43 s Sharp (Kane, Hossa) — 28 min 32 s (SN) Toews (Kane, Keith) — 33 min 50 s (SN) Keith (Hossa, Toews) — 87 min 49 s | Arbitrage : Dan O'Halloran, Brad Meier Francis Charron, Mark Shewchyk, Brian Murphy |
| Rinne            | Gardiens                                                                                              | Crawford (20 min) Darling (67 min 44 s) | | Arbitrage : Dan O'Halloran, Brad Meier Francis Charron, Mark Shewchyk, Brian Murphy |
| 12 min           | Pénalités                                                                                             | 12 min                                  | | Arbitrage : Dan O'Halloran, Brad Meier Francis Charron, Mark Shewchyk, Brian Murphy |
| 54               | Tirs                                                                                                  | 42                                      | | Arbitrage : Dan O'Halloran, Brad Meier Francis Charron, Mark Shewchyk, Brian Murphy |

| 17 avril | Nashville | 6-2 (2-1, 1-1, 3-0) | Chicago | Bridgestone Arena 17 208 spectateurs |

| Feuille de match | Feuille de match | Feuille de match                | Feuille de match                                                              | Feuille de match                                                                       |
| ---------------- | --- | ------------------------------- | ----------------------------------------------------------------------------- | -------------------------------------------------------------------------------------- |
|                  | Wilson (Smith, Ribeiro) — 2 min 47 s (SN) - Josi (Weber) — 19 min 56 s - Smith (Franson, Ribeiro) — 34 min 54 s Forsberg — 52 min 41 s Smith (Forsberg, Rinne) — 55 min 28 s Santorelli (Järnkrok, Stålberg) — 55 min | 1-0 1-1 2-1 2-2 3-2 4-2 5-2 6-2 | - Sharp (Hjalmarsson, Shaw) — 16 min 13 s - Kane (Seabrook) — 30 min 32 s - - | Arbitrage : Chris Lee, Kevin Pollock, Francois St. Laurent Shane Heyer, Kiel Murchison |
| Rinne            | Gardiens | Crawford                        |                                                                               | Arbitrage : Chris Lee, Kevin Pollock, Francois St. Laurent Shane Heyer, Kiel Murchison |
| 10 min           | Pénalités | 22 min                          |                                                                               | Arbitrage : Chris Lee, Kevin Pollock, Francois St. Laurent Shane Heyer, Kiel Murchison |
| 35               | Tirs | 26                              |                                                                               | Arbitrage : Chris Lee, Kevin Pollock, Francois St. Laurent Shane Heyer, Kiel Murchison |

| 19 avril | Chicago | 4-2 (1-1, 3-1, 0-0) | Nashville | United Center 22 020 spectateurs |

| Feuille de match | Feuille de match | Feuille de match        | Feuille de match                                                  | Feuille de match                                                                  |
| ---------------- | --- | ----------------------- | ----------------------------------------------------------------- | --------------------------------------------------------------------------------- |
|                  | Desjardins (Hossa, Oduya) — 14 min 48 s Toews (Hossa, Keith) — 20 min 36 s Saad — 23 min 38 s Seabrook (Toews, Shaw) — 32 min 41 s | 1-0 1-1 2-1 2-2 3-2 4-2 | Ribeiro (Smith) — 15 min 19 s Ekholm (Ellis, Smith) — 20 min 58 s | Arbitrage : Chris Lee, Brad Watson Scott Cherrey, Scott Driscoll, Ghislain Hebert |
| Darling          | Gardiens | Rinne                   |                                                                   | Arbitrage : Chris Lee, Brad Watson Scott Cherrey, Scott Driscoll, Ghislain Hebert |
| 6 min            | Pénalités | 6 min                   |                                                                   | Arbitrage : Chris Lee, Brad Watson Scott Cherrey, Scott Driscoll, Ghislain Hebert |
| 30               | Tirs | 37                      |                                                                   | Arbitrage : Chris Lee, Brad Watson Scott Cherrey, Scott Driscoll, Ghislain Hebert |

| 21 avril | Chicago | 3-2 (3 pr) (1-1, 0-1, 1-0, 0-0, 0-0, 1-0) | Nashville | United Center 22 014 spectateurs |

| Feuille de match | Feuille de match                                                                                            | Feuille de match    | Feuille de match                                           | Feuille de match                                                                            |
| ---------------- | --- | ------------------- | ---------------------------------------------------------- | ------------------------------------------------------------------------------------------- |
|                  | Vermette (Rozsíval, Sharp) — 13 min 5 s Saad (Hossa, Keith) — 51 min 3 s Seabrook (Kane, Bickell) — 101 min | 0-1 1-1 1-2 2-2 3-2 | Wilson (Ellis, Jones) — 11 min 38 s (SN) Neal — 37 min 2 s | Arbitrage : Wes McCauley, Justin St. Pierre, Frederick L'Ecuyer Ryan Galloway, Steve Miller |
| Darling          | Gardiens | Rinne               |                                                            | Arbitrage : Wes McCauley, Justin St. Pierre, Frederick L'Ecuyer Ryan Galloway, Steve Miller |
| 8 min            | Pénalités                                                                                                   | 10 min              |                                                            | Arbitrage : Wes McCauley, Justin St. Pierre, Frederick L'Ecuyer Ryan Galloway, Steve Miller |
| 48               | Tirs | 52                  |                                                            | Arbitrage : Wes McCauley, Justin St. Pierre, Frederick L'Ecuyer Ryan Galloway, Steve Miller |

| 23 avril | Nashville | 5-2 (1-1, 0-0, 4-1) | Chicago | Bridgestone Arena 17 238 spectateurs |

| Feuille de match | Feuille de match | Feuille de match            | Feuille de match                                                                   | Feuille de match                                                                              |
| ---------------- | --- | --------------------------- | ---------------------------------------------------------------------------------- | --------------------------------------------------------------------------------------------- |
|                  | Forsberg — 14 min 42 s Neal (Stålberg) — 40 min 47 s Wilson (Ribeiro, Jones) — 43 min 2 s (SN) Forsberg (Fisher, Neal) — 43 min 14 s Forsberg — 59 min 49 s (SN) | 0-1 1-1 2-1 3-1 4-1 4-2 5-2 | Richards (Bickell, Seabrook) — 13 min 27 s Versteeg (Kane, Richards) — 54 min 52 s | Arbitrage : Dan O' Rourke, Brian Pochmara, Eric Furlatt Derek Nansen, Derek Amell, Brian Mach |
| Rinne            | Gardiens | Darling                     |                                                                                    | Arbitrage : Dan O' Rourke, Brian Pochmara, Eric Furlatt Derek Nansen, Derek Amell, Brian Mach |
| 18 min           | Pénalités | 22 min                      |                                                                                    | Arbitrage : Dan O' Rourke, Brian Pochmara, Eric Furlatt Derek Nansen, Derek Amell, Brian Mach |
| 29               | Tirs | 30                          |                                                                                    | Arbitrage : Dan O' Rourke, Brian Pochmara, Eric Furlatt Derek Nansen, Derek Amell, Brian Mach |

| 25 avril | Chicago | 4-3 (3-3, 0-0, 1-0) | Nashville | United Center |

| Feuille de match                         | Feuille de match | Feuille de match            | Feuille de match                                                                                       | Feuille de match                                                                               |
| ---------------------------------------- | --- | --------------------------- | --- | ---------------------------------------------------------------------------------------------- |
|                                          | - Sharp (Keith, Toews) — 10 min 37 s - Toews (Sharp, Kane) — 12 min 14 s (SN) Kane (Keith, Richards) — 19 min 54 s Keith (Toews) — 56 min 12 s | 0-1 0-2 1-2 1-3 2-3 3-3 4-3 | Neal (Jones) — 1 min 10 s Neal (Franson, Forsberg) — 8 min 9 s (SN) - Cullen (Ribeiro) — 11 min 16 s - | Arbitrage : Dave Jackson, Gord Dwyer, Eric Furlatt Jay Sharrers, Darren Gibbs, Matt MacPherson |
| Darling (11 min 16) Crawford (48 min 44) | Gardiens | Rinne                       | | Arbitrage : Dave Jackson, Gord Dwyer, Eric Furlatt Jay Sharrers, Darren Gibbs, Matt MacPherson |
| 6 min                                    | Pénalités | 4 min                       | | Arbitrage : Dave Jackson, Gord Dwyer, Eric Furlatt Jay Sharrers, Darren Gibbs, Matt MacPherson |
| 32                                       | Tirs | 25                          | | Arbitrage : Dave Jackson, Gord Dwyer, Eric Furlatt Jay Sharrers, Darren Gibbs, Matt MacPherson |

### Deuxième tour contre Minnesota
| 1er mai | Chicago | 4-3 (3-0, 1-3, 0-0) | Minnesota | United Center 21 851 spectateurs |

| Feuille de match | Feuille de match | Feuille de match            | Feuille de match                                                                                   | Feuille de match                                                                  |
| ---------------- | --- | --------------------------- | -------------------------------------------------------------------------------------------------- | --------------------------------------------------------------------------------- |
|                  | Saad (Hossa) — 1 min 15 s Kane (Richards, Vermette) — 13 min 11 s Kruger (Shaw, Keith) — 15 min 15 s - Teräväinen (Sharp, Keith) — 39 min 1 s | 1-0 2-0 3-0 3-1 3-2 3-3 4-3 | - Zucker (Vanek) — 21 min 21 s Parisé (Vanek, Koivu) — 25 min 7 s Granlund (Parisé) — 29 min 3 s - | Arbitrage : Kelly Sutherland, Brad Watson, Chris Lee Brad Kovachik, Bryan Pancich |
| Crawford         | Gardiens | Dubnyk                      | | Arbitrage : Kelly Sutherland, Brad Watson, Chris Lee Brad Kovachik, Bryan Pancich |
| 6 min            | Pénalités | 2 min                       | | Arbitrage : Kelly Sutherland, Brad Watson, Chris Lee Brad Kovachik, Bryan Pancich |
| 35               | Tirs | 33                          | | Arbitrage : Kelly Sutherland, Brad Watson, Chris Lee Brad Kovachik, Bryan Pancich |

| 3 mai | Chicago | 4-1 (0-0, 2-0, 2-1) | Minnesota | United Center 21 934 spectateurs |

| Feuille de match | Feuille de match | Feuille de match    | Feuille de match                         | Feuille de match                                                                |
| ---------------- | --- | ------------------- | ---------------------------------------- | ------------------------------------------------------------------------------- |
|                  | Toews (Hossa) — 32 min 28 s (IN) Kane (Keith) — 39 min 40 s Sharp (Teräväinen) — 47 min 39 s Kane (Sharp, Hjalmarsson) — 57 min 53 s (CV) | 1-0 2-0 2-1 3-1 4-1 | Dumba (Suter, Dubnyk) — 41 min 20 s (SN) | Arbitrage : Chris Rooney, Gord Dwyer, Eric Furlatt Pierre Racicot, Steve Miller |
| Crawford         | Gardiens | Dubnyk              |                                          | Arbitrage : Chris Rooney, Gord Dwyer, Eric Furlatt Pierre Racicot, Steve Miller |
| 4 min            | Pénalités | 4 min               |                                          | Arbitrage : Chris Rooney, Gord Dwyer, Eric Furlatt Pierre Racicot, Steve Miller |
| 31               | Tirs | 31                  |                                          | Arbitrage : Chris Rooney, Gord Dwyer, Eric Furlatt Pierre Racicot, Steve Miller |

| 5 mai | Minnesota | 0-1 (0-1, 0-0, 0-0) | Chicago | Xcel Energy Center 19 349 spectateurs |

| Feuille de match | Feuille de match | Feuille de match | Feuille de match                     | Feuille de match                                                                   |
| ---------------- | ---------------- | ---------------- | ------------------------------------ | ---------------------------------------------------------------------------------- |
|                  |                  | 0-1              | Kane (Shaw, Sharp) — 14 min 6 s (SN) | Arbitrage : Dan O'Rourke, Dan O'Halloran, Gord Dwyer Greg Devorski, Michel Cormier |
| Dubnyk           | Gardiens         | Crawford         |                                      | Arbitrage : Dan O'Rourke, Dan O'Halloran, Gord Dwyer Greg Devorski, Michel Cormier |
| 2 min            | Pénalités        | 6 min            |                                      | Arbitrage : Dan O'Rourke, Dan O'Halloran, Gord Dwyer Greg Devorski, Michel Cormier |
| 30               | Tirs             | 22               |                                      | Arbitrage : Dan O'Rourke, Dan O'Halloran, Gord Dwyer Greg Devorski, Michel Cormier |

| 7 mai | Minnesota | 3-4 (0-1, 1-1, 2-2) | Chicago | Xcel Energy Center 19 163 spectateurs |

| Feuille de match | Feuille de match | Feuille de match            | Feuille de match | Feuille de match                                                                            |
| ---------------- | --- | --------------------------- | --- | ------------------------------------------------------------------------------------------- |
|                  | Haula (Dumba) — 26 min 41 s Pominville (Spurgeon, Koivu) — 57 min 42 s (SN) Niederreiter (Dumba, Suter) — 58 min 33 s | 0-1 0-2 1-2 1-3 1-4 2-4 3-4 | Seabrook (Bickell, Oduya) — 10 min 23 s Shaw (Toews, Kane) — 23 min 28 s (SN) Kane (Bickell, Hjalmarsson) — 53 min 20 s Hossa (Toews) — 56 min 53 s (IN + CV) | Arbitrage : Marc Joannette, Chris Lee, Steve Kozari Scott Cherrey,Shane Heyer, Jay Sharrers |
| Dubnyk           | Gardiens | Crawford                    | | Arbitrage : Marc Joannette, Chris Lee, Steve Kozari Scott Cherrey,Shane Heyer, Jay Sharrers |
| 4 min            | Pénalités | 6 min                       | | Arbitrage : Marc Joannette, Chris Lee, Steve Kozari Scott Cherrey,Shane Heyer, Jay Sharrers |
| 37               | Tirs | 25                          | | Arbitrage : Marc Joannette, Chris Lee, Steve Kozari Scott Cherrey,Shane Heyer, Jay Sharrers |

### Finale d'association contre Anaheim
| 17 mai | Anaheim | 4-1 (1-0, 1-1, 2-0) | Chicago | Honda Centre 17 291 spectateurs |

| Feuille de match | Feuille de match | Feuille de match    | Feuille de match       | Feuille de match                                                                         |
| ---------------- | --- | ------------------- | ---------------------- | ---------------------------------------------------------------------------------------- |
|                  | Lindholm (Silfverberg, Beleskey) — 8 min 48 s Palmieri (Thompson) — 24 min 17 s Thompson (Cogliano, Lindholm) — 52 min 5 s Silfverberg (Després, Getzlaf) — 58 min 42 s (CV) | 1-0 2-0 2-1 3-1 4-1 | Richards — 39 min 20 s | Arbitrage : Gord Dwyer, Brad Watson, Eric Furlatt Shane Heyer, Derek Amell, Brian Murphy |
| Andersen         | Gardiens | Crawford            |                        | Arbitrage : Gord Dwyer, Brad Watson, Eric Furlatt Shane Heyer, Derek Amell, Brian Murphy |
| 6 min            | Pénalités | 2 min               |                        | Arbitrage : Gord Dwyer, Brad Watson, Eric Furlatt Shane Heyer, Derek Amell, Brian Murphy |
| 27               | Tirs | 33                  |                        | Arbitrage : Gord Dwyer, Brad Watson, Eric Furlatt Shane Heyer, Derek Amell, Brian Murphy |

| 19 mai | Anaheim | 2-3 (3 pr) (1-2, 1-0, 0-0, 0-0, 0-0, 0-1) | Chicago | Honda Centre 17 234 spectateurs |

| Feuille de match | Feuille de match                                                                | Feuille de match    | Feuille de match | Feuille de match                                                                                 |
| ---------------- | ------------------------------------------------------------------------------- | ------------------- | --- | ------------------------------------------------------------------------------------------------ |
|                  | Cogliano (Thompson, Fowler) — 9 min 14 s Perry (Getzlaf, Vatanen) — 37 min 30 s | 0-1 0-2 1-2 2-2 2-3 | Shaw (Keith, Toews) — 2 min 14 s (SN) Hossa (Bickell, Richards) — 6 min 19 s (SN) Krüger (Seabrook, Oduya) — 116 min 12 s | Arbitrage : Wes McCauley, Kevin Pollock, Steve Kozari Scott Cherrey, Shane Heyer, Michel Cormier |
| Andersen         | Gardiens                                                                        | Crawford            | | Arbitrage : Wes McCauley, Kevin Pollock, Steve Kozari Scott Cherrey, Shane Heyer, Michel Cormier |
| 10 min           | Pénalités                                                                       | 10 min              | | Arbitrage : Wes McCauley, Kevin Pollock, Steve Kozari Scott Cherrey, Shane Heyer, Michel Cormier |
| 62               | Tirs                                                                            | 56                  | | Arbitrage : Wes McCauley, Kevin Pollock, Steve Kozari Scott Cherrey, Shane Heyer, Michel Cormier |

| 21 mai | Chicago | 1-2 (1-1, 0-1, 0-0) | Anaheim | United Center 22 160 spectateurs |

| Feuille de match | Feuille de match                          | Feuille de match | Feuille de match                                                                     | Feuille de match                                                                                       |
| ---------------- | ----------------------------------------- | ---------------- | ------------------------------------------------------------------------------------ | --- |
|                  | Kane (Richards, Hjalmarsson) — 19 min 3 s | 0-1 1-1 1-2      | Maroon (Lindholm, Getzlaf) — 12 min 55 s (SN) Després (Getzlaf, Fowler) — 39 min 5 s | Arbitrage : Kelly Sutherland, Dan O'Halloran, Steve Kozari Greg Devorski, Michel Cormier, Steve Miller |
| Crawford         | Gardiens                                  | Andersen         |                                                                                      | Arbitrage : Kelly Sutherland, Dan O'Halloran, Steve Kozari Greg Devorski, Michel Cormier, Steve Miller |
| 4 min            | Pénalités                                 | 12 min           |                                                                                      | Arbitrage : Kelly Sutherland, Dan O'Halloran, Steve Kozari Greg Devorski, Michel Cormier, Steve Miller |
| 28               | Tirs                                      | 27               |                                                                                      | Arbitrage : Kelly Sutherland, Dan O'Halloran, Steve Kozari Greg Devorski, Michel Cormier, Steve Miller |

| 23 mai | Chicago | 5-4 (2 pr) (1-0, 0-1, 3-3, 0-0, 1-0) | Anaheim | United Center 22 404 spectateurs |

| Feuille de match | Feuille de match | Feuille de match                    | Feuille de match | Feuille de match                                                                               |
| ---------------- | --- | ----------------------------------- | --- | ---------------------------------------------------------------------------------------------- |
|                  | Saad — 19 min 13 s (IN) Toews (Hossa, Saad) — 42 min 38 s Seabrook (Saad, Toews) — 47 min 38 s Kane (Richards, Keith) — 52 min 39 s (SN) Vermette (Sharp, Teräväinen) — 85 min 37 s | 1-0 1-1 2-1 3-1 3-2 3-3 3-4 4-4 5-4 | Etem (Palmieri, Beauchemin) — 38 min 14 s Kesler (Silfverberg, Cogliano) — 48 min 42 s Beleskey — 49 min 5 s Perry (Getzlaf) — 49 min 19 s | Arbitrage : Chris Rooney Kelly Sutherland Brad Watson Pierre Racicot Steve Miller Brian Murphy |
| Crawford         | Gardiens | Andersen                            | | Arbitrage : Chris Rooney Kelly Sutherland Brad Watson Pierre Racicot Steve Miller Brian Murphy |
| 6 min            | Pénalités | 10 min                              | | Arbitrage : Chris Rooney Kelly Sutherland Brad Watson Pierre Racicot Steve Miller Brian Murphy |
| 40               | Tirs | 51                                  | | Arbitrage : Chris Rooney Kelly Sutherland Brad Watson Pierre Racicot Steve Miller Brian Murphy |

| 25 mai | Anaheim | 5-4 (pr) (3-0, 0-2, 1-2, 1-0) | Chicago | Honda Center 17 286 spectateurs |

| Feuille de match | Feuille de match | Feuille de match                    | Feuille de match | Feuille de match                                                                           |
| ---------------- | --- | ----------------------------------- | --- | ------------------------------------------------------------------------------------------ |
|                  | Fowler (Thompson, Cogliano) — 5 min 10 s Kesler (Kesler, Beauchemin) — 5 min 42 s Vatanen (Getzlaf) — 14 min 37 s - Maroon (Vatanen, Getzlaf) — 54 min 45 s - Beleskey (Kesler, Silfverberg) — 60 min 45 s | 1-0 2-0 3-0 3-1 3-2 4-2 4-3 4-4 5-4 | - Teräväinen (Vermette, Sharp) — 21 min 11 s Seabrook (Teräväinen, Sharp) — 39 min 35 s - Toews (Hossa, Keith) — 58 min 10 s Toews (Shaw, Seabrook) — 59 min 22 s - | Arbitrage : Wes McCauley, Brad Watson, Eric Furlatt Shane Heyer, Derek Amell, Brian Murphy |
| Andersen         | Gardiens | Crawford                            | | Arbitrage : Wes McCauley, Brad Watson, Eric Furlatt Shane Heyer, Derek Amell, Brian Murphy |
| 4 min            | Pénalités | 4 min                               | | Arbitrage : Wes McCauley, Brad Watson, Eric Furlatt Shane Heyer, Derek Amell, Brian Murphy |
| 28               | Tirs | 28                                  | | Arbitrage : Wes McCauley, Brad Watson, Eric Furlatt Shane Heyer, Derek Amell, Brian Murphy |

| 27 mai | Chicago | 5-2 (0-0, 3-1, 2-1) | Anaheim | United Centre 22 089 spectateurs |

| Feuille de match | Feuille de match | Feuille de match            | Feuille de match                                                                         | Feuille de match                                                                                |
| ---------------- | --- | --------------------------- | ---------------------------------------------------------------------------------------- | ----------------------------------------------------------------------------------------------- |
|                  | Saad (Kane, Keith) — 28 min 23 s Hossa (Keith, Richards) — 30 min 41 s Kane (Keith) — 32 min 8 s Shaw (Desjardins, Vermette) — 56 min 28 s Shaw (Desjardins, Kruger) — 59 min 11 s (CV) | 1-0 2-0 3-0 3-1 3-2 4-2 5-2 | Maroon (Fowler, Vatanen) — 34 min 13 s (SN) Stoner (Thompson, Silfverberg) — 41 min 57 s | Arbitrage : Wes McCauley, Eric Furlatt, Kevin Pollock Scott Cherrey, Greg Devorski, Shane Heyer |
| Crawford         | Gardiens | Andersen                    |                                                                                          | Arbitrage : Wes McCauley, Eric Furlatt, Kevin Pollock Scott Cherrey, Greg Devorski, Shane Heyer |
| 6 min            | Pénalités | 6 min                       |                                                                                          | Arbitrage : Wes McCauley, Eric Furlatt, Kevin Pollock Scott Cherrey, Greg Devorski, Shane Heyer |
| 23               | Tirs | 32                          |                                                                                          | Arbitrage : Wes McCauley, Eric Furlatt, Kevin Pollock Scott Cherrey, Greg Devorski, Shane Heyer |

| 30 mai | Anaheim | 3-5 (0-2, 1-2, 2-1) | Chicago | Honda Centre 17 375 spectateurs |

| Feuille de match | Feuille de match | Feuille de match                | Feuille de match | Feuille de match                                                                                    |
| ---------------- | --- | ------------------------------- | --- | --------------------------------------------------------------------------------------------------- |
|                  | Kesler (Silfverberg, Beauchemin) — 38 min 51 s Perry (Maroon, Getzlaf) — 51 min 36 s Beleskey (Fowler, Lindholm) — 59 min 18 s (SN) | 0-1 0-2 0-3 0-4 1-4 2-4 2-5 3-5 | Toews (Hjalmarsson, Kane) — 2 min 23 s Toews (Richards, Keith) — 11 min 55 s (SN) Saad (Kane, Oduya) — 21 min 18 s Hossa (Richards) — 33 min 45 s Seabrook (Kane, Keith) — 53 min 23 s (SN) | Arbitrage : Kelly Sutherland, Dan O'Halloran, Brad Watson Shane Heyer, Pierre Racicot, Steve Miller |
| Andersen         | Gardiens | Crawford                        | | Arbitrage : Kelly Sutherland, Dan O'Halloran, Brad Watson Shane Heyer, Pierre Racicot, Steve Miller |
| 8 min            | Pénalités | 4 min                           | | Arbitrage : Kelly Sutherland, Dan O'Halloran, Brad Watson Shane Heyer, Pierre Racicot, Steve Miller |
| 38               | Tirs | 26                              | | Arbitrage : Kelly Sutherland, Dan O'Halloran, Brad Watson Shane Heyer, Pierre Racicot, Steve Miller |

### Finale de la Coupe Stanley contre Tampa Bay
| 3 juin | Tampa Bay | 1-2 (1-0, 0-0, 0-2) | Chicago | Amalie Arena 19 204 spectateurs |

| Feuille de match | Feuille de match                          | Feuille de match | Feuille de match                                                           | Feuille de match                                                                                    |
| ---------------- | ----------------------------------------- | ---------------- | -------------------------------------------------------------------------- | --------------------------------------------------------------------------------------------------- |
|                  | Killorn (Stralman, Filppula) — 4 min 31 s | 1-0 1-1 1-2      | Teräväinen (Keith, Shaw) — 53 min 28 s Vermette (Teräväinen) — 55 min 26 s | Arbitrage : Wes McCauley, Kelly Sutherland, Kevin Pollock Pierre Racicot, Derek Amell, Brian Murphy |
| Bishop           | Gardiens                                  | Crawford         |                                                                            | Arbitrage : Wes McCauley, Kelly Sutherland, Kevin Pollock Pierre Racicot, Derek Amell, Brian Murphy |
| 6 min            | Pénalités                                 | 4 min            |                                                                            | Arbitrage : Wes McCauley, Kelly Sutherland, Kevin Pollock Pierre Racicot, Derek Amell, Brian Murphy |
| 23               | Tirs                                      | 21               |                                                                            | Arbitrage : Wes McCauley, Kelly Sutherland, Kevin Pollock Pierre Racicot, Derek Amell, Brian Murphy |

| 6 juin | Tampa Bay | 4-3 (1-0, 2-2, 1-1) | Chicago | Amalie Arena 19 204 spectateurs |

| Feuille de match                              | Feuille de match | Feuille de match            | Feuille de match | Feuille de match                                                                                     |
| --------------------------------------------- | --- | --------------------------- | --- | --- |
|                                               | Paquette (Callahan, Hedman) — 12 min 56 s Koutcherov (Garrison, Coburn) — 26 min 52 s Johnson (Koutcherov) — 33 min 58 s Garrison (Hedman, Callahan) — 48 min 49 s (SN) | 1-0 1-1 1-2 2-2 3-2 3-3 4-3 | Shaw (Kruger, Desjardins) — 23 min 4 s Teräväinen (Hossa, Sharp) — 25 min 20 s (SN) Seabrook (Toews, Oduya) — 43 min 38 s | Arbitrage : Kelly Sutherland, Dan O'Halloran, Kevin Pollock Shane Heyer, Pierre Racicot, Derek Amell |
| Bishop (50 min 33 s) Vassilevski (9 min 13 s) | Gardiens | Crawford                    | | Arbitrage : Kelly Sutherland, Dan O'Halloran, Kevin Pollock Shane Heyer, Pierre Racicot, Derek Amell |
| 6 min                                         | Pénalités | 6 min                       | | Arbitrage : Kelly Sutherland, Dan O'Halloran, Kevin Pollock Shane Heyer, Pierre Racicot, Derek Amell |
| 24                                            | Tirs | 29                          | | Arbitrage : Kelly Sutherland, Dan O'Halloran, Kevin Pollock Shane Heyer, Pierre Racicot, Derek Amell |

| 8 juin | Chicago | 2-3 (1-1, 0-0, 1-2) | Tampa Bay | United Center 22 336 spectateurs |

| Feuille de match | Feuille de match                                                            | Feuille de match    | Feuille de match | Feuille de match                                                                               |
| ---------------- | --------------------------------------------------------------------------- | ------------------- | --- | ---------------------------------------------------------------------------------------------- |
|                  | Richards (Hossa, Shaw) — 14 min 22 s (SN) Saad (Hossa, Keith) — 44 min 14 s | 0-1 1-1 2-1 2-2 2-3 | Callahan (Hedman, Brown) — 5 min 9 s Palát (Koutcherov, Johnson) — 44 min 27 s Paquette (Hedman, Callahan) — 56 min 49 s | Arbitrage : Wes McCauley, Dan O'Halloran, Kevin Pollock Shane Heyer, Derek Amell, Brian Murphy |
| Crawford         | Gardiens                                                                    | Bishop              | | Arbitrage : Wes McCauley, Dan O'Halloran, Kevin Pollock Shane Heyer, Derek Amell, Brian Murphy |
| 6 min            | Pénalités                                                                   | 6 min               | | Arbitrage : Wes McCauley, Dan O'Halloran, Kevin Pollock Shane Heyer, Derek Amell, Brian Murphy |
| 38               | Tirs                                                                        | 32                  | | Arbitrage : Wes McCauley, Dan O'Halloran, Kevin Pollock Shane Heyer, Derek Amell, Brian Murphy |

| 10 juin | Chicago | 2-1 (0-0, 1-1, 1-0) | Tampa Bay | United Center 22 354 spectateurs |

| Feuille de match | Feuille de match                                             | Feuille de match | Feuille de match                          | Feuille de match                                                                                     |
| ---------------- | ------------------------------------------------------------ | ---------------- | ----------------------------------------- | --- |
|                  | Toews (Sharp, Hossa) — 26 min 40 s Saad (Kane) — 46 min 22 s | 1-0 1-1 2-1      | Killorn (Filppula, Stamkos) — 31 min 47 s | Arbitrage : Wes McCauley, Kelly Sutherland, Dan O'Halloran Shane Heyer, Pierre Racicot, Brian Murphy |
| Crawford         | Gardiens                                                     | Vassilevski      |                                           | Arbitrage : Wes McCauley, Kelly Sutherland, Dan O'Halloran Shane Heyer, Pierre Racicot, Brian Murphy |
| 8 min            | Pénalités                                                    | 6 min            |                                           | Arbitrage : Wes McCauley, Kelly Sutherland, Dan O'Halloran Shane Heyer, Pierre Racicot, Brian Murphy |
| 19               | Tirs                                                         | 25               |                                           | Arbitrage : Wes McCauley, Kelly Sutherland, Dan O'Halloran Shane Heyer, Pierre Racicot, Brian Murphy |

| 13 juin | Tampa Bay | 1-2 (0-1, 1-0, 0-1) | Chicago | Amalie Arena 19 204 spectateurs |

| Feuille de match | Feuille de match                            | Feuille de match | Feuille de match                                                    | Feuille de match                                                                                    |
| ---------------- | ------------------------------------------- | ---------------- | ------------------------------------------------------------------- | --------------------------------------------------------------------------------------------------- |
|                  | Filppula (Garrison, Stralman) — 30 min 53 s | 0-1 1-1 1-2      | Sharp (Teräväinen, Toews) — 6 min 11 s Vermette (Versteeg) — 42 min | Arbitrage : Wes McCauley, Kelly Sutherland, Kevin Pollock Pierre Racicot, Derek Amell, Brian Murphy |
| Bishop           | Gardiens                                    | Crawford         |                                                                     | Arbitrage : Wes McCauley, Kelly Sutherland, Kevin Pollock Pierre Racicot, Derek Amell, Brian Murphy |
| 4 min            | Pénalités                                   | 2 min            |                                                                     | Arbitrage : Wes McCauley, Kelly Sutherland, Kevin Pollock Pierre Racicot, Derek Amell, Brian Murphy |
| 32               | Tirs                                        | 29               |                                                                     | Arbitrage : Wes McCauley, Kelly Sutherland, Kevin Pollock Pierre Racicot, Derek Amell, Brian Murphy |

| 15 juin | Chicago | 2-0 (0-0, 1-0, 1-0) | Tampa Bay | United Center 22 424 spectateurs |

| Feuille de match | Feuille de match                                                         | Feuille de match | Feuille de match | Feuille de match                                                                                     |
| ---------------- | ------------------------------------------------------------------------ | ---------------- | ---------------- | --- |
|                  | Keith (Kane, Richards) — 37 min 13 s Kane (Richards, Saad) — 54 min 46 s | 1-0 2-0          |                  | Arbitrage : Kelly Sutherland, Dan O'Halloran, Kevin Pollock Shane Heyer, Pierre Racicit, Derek Amell |
| Crawford         | Gardiens                                                                 | Bishop           |                  | Arbitrage : Kelly Sutherland, Dan O'Halloran, Kevin Pollock Shane Heyer, Pierre Racicit, Derek Amell |
| 2 min            | Pénalités                                                                | 6 min            |                  | Arbitrage : Kelly Sutherland, Dan O'Halloran, Kevin Pollock Shane Heyer, Pierre Racicit, Derek Amell |
| 32               | Tirs                                                                     | 25               |                  | Arbitrage : Kelly Sutherland, Dan O'Halloran, Kevin Pollock Shane Heyer, Pierre Racicit, Derek Amell |

### Statistiques
| Nom                 | Poste | PJ | B  | A  | Pts | Pun | Commentaire         |
| ------------------- | ----- | -- | -- | -- | --- | --- | ------------------- |
| Patrick Kane        | AD    | 23 | 11 | 12 | 23  | 0   |                     |
| Duncan Keith        | D     | 23 | 3  | 18 | 21  | 4   | Assistant capitaine |
| Jonathan Toews      | C     | 23 | 10 | 11 | 21  | 8   | Capitaine           |
| Marián Hossa        | AD    | 23 | 4  | 13 | 17  | 10  |                     |
| Patrick Sharp       | AG    | 23 | 5  | 10 | 15  | 8   | Assistant capitaine |
| Brad Richards       | C     | 23 | 3  | 11 | 14  | 8   |                     |
| Andrew Shaw         | AD    | 23 | 5  | 7  | 12  | 36  |                     |
| Brent Seabrook      | D     | 23 | 7  | 4  | 11  | 10  |                     |
| Brandon Saad        | AG    | 23 | 8  | 3  | 11  | 6   |                     |
| Teuvo Teräväinen    | C     | 18 | 4  | 6  | 10  | 0   |                     |
| Antoine Vermette    | C     | 20 | 4  | 3  | 7   | 4   |                     |
| Niklas Hjalmarsson  | D     | 23 | 1  | 5  | 6   | 8   |                     |
| Johnny Oduya        | D     | 23 | 0  | 5  | 5   | 6   |                     |
| Bryan Bickell       | AG    | 18 | 0  | 5  | 5   | 14  |                     |
| Andrew Desjardins   | AG    | 21 | 1  | 3  | 4   | 4   |                     |
| Marcus Kruger       | C     | 23 | 2  | 2  | 4   | 4   |                     |
| Kris Versteeg       | AG    | 12 | 1  | 1  | 2   | 6   |                     |
| Michal Rozsíval     | D     | 10 | 0  | 1  | 1   | 6   |                     |
| Kimmo Timonen       | D     | 18 | 0  | 0  | 0   | 10  |                     |
| Kyle Cumiskey       | D     | 9  | 0  | 0  | 0   | 0   |                     |
| David Rundblad      | D     | 5  | 0  | 0  | 0   | 0   |                     |
| Joakim Nordström    | AG    | 3  | 0  | 0  | 0   | 0   |                     |
| Trevor van Riemsdyk | D     | 4  | 0  | 0  | 0   | 0   |                     |

| Nom            | PJ | V  | D | Min   | BC | Moy  | %Arr | Bl |
| -------------- | -- | -- | - | ----- | -- | ---- | ---- | -- |
| Corey Crawford | 20 | 13 | 6 | 1 223 | 47 | 2,31 | 92,4 | 2  |
| Scott Darling  | 5  | 3  | 1 | 298   | 11 | 2,21 | 93,6 | 0  |